# Longtown (Oklahoma)
Longtown is een plaats (census-designated place) in de Amerikaanse staat Oklahoma, en valt bestuurlijk gezien onder Pittsburg County.

## Demografie
Bij de volkstelling in 2000 werd het aantal inwoners vastgesteld op 2397.

## Geografie
Volgens het United States Census Bureau beslaat de plaats een oppervlakte van
93,4 km², waarvan 68,7 km² land en 24,7 km² water. Longtown ligt op ongeveer 189 m boven zeeniveau.

## Plaatsen in de nabije omgeving
De onderstaande figuur toont nabijgelegen plaatsen in een straal van 20 km rond Longtown.